# Route nationale 622
Die Route nationale 622, kurz N 622 oder RN 622, war eine französische Nationalstraße, die von 1933 bis 1973 zwischen einer Straßenkreuzung mit der ehemaligen Nationalstraße 125  nordöstlich von Carbonne und Hérépian verlief. Ihre Länge betrug 205 Kilometer. 1973 wurde der Abschnitt zwischen Soual und Castres in die neue Streckenführung der Nationalstraße 126 integriert.